# Declaratio Ferdinandea
La Declaratio Ferdinandea (Dichiarazione di Ferdinando; anche menzionata come Declaratio Ferdinandei e Declaratio Ferdinandi) era una clausola inserita nella Pace di Augusta, conclusa nel 1555 per porre fine ai conflitti tra cattolici e protestanti all'interno del Sacro Romano Impero (in aggiunta al Reservatum ecclesiasticum).
La Pace aveva creato il principio di Cuius regio, eius religio, il che significava che la religione del sovrano decideva la religione degli abitanti. La Declaratio Ferdinandea ne esentava cavalieri, città e comunità rurali sotto giurisdizione di un principe ecclesiastico che avessero praticato per lungo tempo il luteranesimo (unico ramo del protestantesimo riconosciuto dalla Pace).
La dichiarazione non fu inclusa nel Reichsabschied ufficiale (recesso imperiale) e non fu pubblicizzata come parte del trattato ma è stata mantenuta segreta per quasi due decenni. Per cui causò ripetutamente conflitti negli anni seguenti.
La parte cattolica la considerava non valida ai sensi della legge imperiale, poiché, secondo la sezione 28 della Pace religiosa di Augusta, qualsiasi modifica al trattato era vietata da dichiarazioni aggiuntive.
Solo quelli precedenti al 1552 erano riconosciuti come secolarizzazioni legittime, mentre i vescovati e le abbazie cattoliche secolarizzate dopo il 1552 dovevano essere restaurate.
Dopo le vittorie cattoliche all'inizio della guerra dei trent'anni, la Declaratio Ferdinandea fu rovesciata nell'Editto di restituzione del 1629, che faceva parte del piano generale di Ferdinando II per riconvertire il Sacro Romano Impero nel Cattolicesimo. Nel 1629, l'imperatore Ferdinando II tentò di usare l'editto di restituzione per forzare il recupero degli ex territori ecclesiastici ora amministrati dai protestanti e quindi per ricattolizzarli.
Il rovesciamento della Declaratio Ferdinandea ed altri conflitti religiosi aiutarono a riaccendere la Guerra dei Trent'anni, in cui motivi politici e religiosi-politici generali sono stati ripetutamente collegati dalle parti opposte, trasformandola da un conflitto interno al Sacro Romano Impero in una guerra religiosa internazionale.